# Rôle d'armes Bigot
Le rôle d'armes Bigot (ou armorial Bigot) est l'un des plus anciens armoriaux connus,.
Il a été compilé au milieu du XIIIe siècle par un auteur anonyme, et son original a été perdu, survivant dans une seule copie du XVIIe siècle incluse entre les folios 32 et 39 du Manuscrit FR. 18648 conservé à la bibliothèque de M. Jean Bigot à Rouen, d'où le surnom de l'ouvrage. Il comprend des descriptions d'armoiries appartenant à 259 chevaliers ayant participé à la campagne militaire de Charles d'Anjou dans le Hainaut en 1254,. C'est la raison pour laquelle il est catégorisé comme « rôle d'armes occasionnel ». La copie est probablement incomplète et corrompue, et la structure originale du document a été débattue de manière non concluante.
L'armorial est réputé auprès des spécialistes et constitue une source importante de connaissance de l'héraldique médiévale. Il a fait l'objet des éditions contemporaines de Paul Adam-Even (1949) et de Robert Nussard (1985), qui incluent des commentaires critiques.
Dans les années 1960, l'historien François Avril a publié plusieurs études sur ce manuscrit,.